# Resolução 309 do Conselho de Segurança das Nações Unidas
Resolução 309 do Conselho de Segurança das Nações Unidas, adotada em 4 de fevereiro de 1972, após reafirmar resoluções anteriores sobre o tema, o Conselho convidou o Secretário-Geral, em estreita cooperação em um grupo do Conselho composto por representantes da Argentina, Somália e Jugoslávia, em estreita cooperação iniciar o mais breve possível contactos com todas as partes interessadas para permitir ao povo da Namíbia exercer o seu direito a autodeterminação e independência. O Conselho exortou a África do Sul a cooperar e solicitou ao Secretário-Geral que apresentasse um relatório o mais tardar em 31 de julho de 1972.
A resolução foi aprovada por unanimidade com 14 votos; A China não participou na votação.

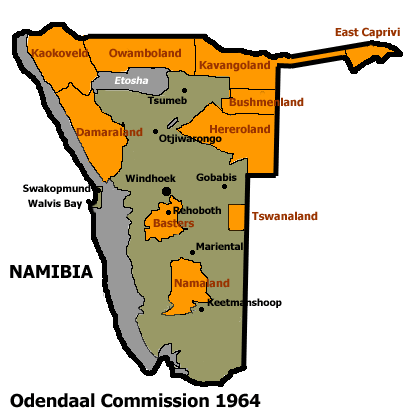
Este mapa mostra o Plano da Comissão Odendaal para a Namíbia de 1964. O plano dividiu a Namíbia em bantustões ou pátrias